# Bundesliga 2020-21 (Austria)
La temporada 2020-21 fue la 109a edición de la Bundesliga de Austria, la máxima categoría del fútbol profesional en Austria. La temporada comenzó el 11 de septiembre de 2020 y terminó el 22 de mayo de 2021.
El Red Bull Salzburg es el vigente campeón de la Bundesliga Austríaca y defenderá el título.

## Formato de competencia
El torneo se divide en dos etapas, en la primera etapa o temporada regular los doce clubes se enfrentan todos contra todos en dos ocasiones (una en campo propio y otra en campo contrario) completando 22 fechas. A continuación en la segunda etapa el torneo se divide en dos grupos el Grupo campeonato, que enfrenta a los seis primeros de la temporada regular que luchan por el título y el Grupo descenso que lo disputan los equipos ubicados desde la séptima a la duodécima posición de la temporada regular que luchan por evitar el descenso a la 2. Liga o Erste Liga.
Se juega bajo el reglamento FIFA con un sistema de puntuación de 3 puntos por victoria, 1 por empate y ninguno en caso de derrota.
Al final, el que sume más puntos, obtiene el título de campeón de la Bundesliga y la clasificación para la próxima edición de la Liga de Campeones de la UEFA. El segundo clasificado obtiene una plaza en la UEFA Europa League y el tercer clasificado obtiene una plaza para jugar la Tercera ronda de clasificación  de la Liga de Conferencia Europa. El equipo con menos puntos al término de la liga es descendido a la Erste Liga (segunda categoría).

## Ascensos y descensos
El SV Mattersburg se declaró en quiebra y se retiró de la liga el 5 de agosto, evitando el descenso el WSG Tirol. SV Ried ascendió a la Bundesliga (Austria) tras coronarse campeón de la 2. Liga 2019-20
| Pos. | Descendido de la Bundesliga (Austria) 2019-20 |
| ---- | --------------------------------------------- |
| 10.º | SV Mattersburg                                |

| Pos. | Ascendido de la 2. Liga de Austria 2019-20 |
| ---- | ------------------------------------------ |
| 1.º  | SV Ried                                    |

## Equipos participantes
| Club               | Ciudad             | Estadio              | Capacidad |
| ------------------ | ------------------ | -------------------- | --------- |
| Admira             | Mödling            | BSFZ-Arena           | 10.800    |
| Austria Viena      | Viena              | Generali Arena       | 17.500    |
| Hartberg           | Hartberg           | Stadion Hartberg     | 4.500     |
| LASK               | Pasching           | Waldstadion Pasching | 7.870     |
| Rapid Viena        | Viena              | Allianz Stadion      | 28.000    |
| Red Bull Salzburgo | Salzburgo          | Red Bull Arena       | 30.188    |
| Rheindorf Altach   | Altach             | Stadion Schnabelholz | 8.500     |
| Ried               | Ried im Innkreis   | Keine Sorgen Arena   | 7.680     |
| St. Pölten         | Sankt Pölten       | NV Arena             | 8.000     |
| Sturm Graz         | Graz               | Merkur Arena         | 15.323    |
| Wolfsberger        | Wolfsberg          | Lavanttal-Arena      | 7.300     |
| WSG Tirol          | Wattens, Innsbruck | Tivoli Stadion Tirol | 17.400    |

## Tabla de posiciones

### Temporada regular
| Pos. | Equipo            | Pts. | PJ | G  | E | P  | GF | GC | Dif. | Clasificación 2020–21    |
| ---- | ----------------- | ---- | -- | -- | - | -- | -- | -- | ---- | ------------------------ |
| 1    | Red Bull Salzburg | 52   | 22 | 17 | 1 | 4  | 67 | 24 | +43  | Ronda por el campeonato  |
| 2    | Rapid Viena       | 45   | 22 | 13 | 6 | 3  | 43 | 25 | +18  | Ronda por el campeonato  |
| 3    | LASK              | 42   | 22 | 13 | 3 | 6  | 42 | 21 | +21  | Ronda por el campeonato  |
| 4    | Sturm Graz        | 39   | 22 | 11 | 6 | 5  | 34 | 20 | +14  | Ronda por el campeonato  |
| 5    | Wolfsberger       | 33   | 22 | 10 | 3 | 9  | 40 | 39 | +1   | Ronda por el campeonato  |
| 6    | WSG Tirol         | 30   | 22 | 8  | 6 | 8  | 37 | 34 | +3   | Ronda por el campeonato  |
| 7    | Hartberg          | 29   | 22 | 7  | 8 | 7  | 25 | 38 | −13  | Ronda por la permanencia |
| 8    | Austria Viena     | 25   | 22 | 6  | 7 | 9  | 31 | 32 | −1   | Ronda por la permanencia |
| 9    | St. Pölten        | 21   | 22 | 5  | 6 | 11 | 33 | 43 | −10  | Ronda por la permanencia |
| 10   | Rheindorf Altach  | 21   | 22 | 6  | 3 | 13 | 20 | 43 | −23  | Ronda por la permanencia |
| 11   | Ried              | 16   | 22 | 4  | 4 | 14 | 21 | 46 | −25  | Ronda por la permanencia |
| 12   | Admira            | 14   | 22 | 3  | 5 | 14 | 22 | 50 | −28  | Ronda por la permanencia |

Actualizado a los partidos jugados el 21 de marzo de 2021.
 Fuente: Bundesliga, Soccerway

### Resultados
| Local \ Visitante | ADM | AUS | HAR | LAS | RAP | RHE | RBS | RIE | STP | STU | TIR | WOL |
| ----------------- | --- | --- | --- | --- | --- | --- | --- | --- | --- | --- | --- | --- |
| Admira            | —   | 0–4 | 2–3 | 1–2 | 0–1 | 3–1 | 1–0 | 3–1 | 0–5 | 0–0 | 1–1 | 1–3 |
| Austria Viena     | 2–2 | —   | 0–1 | 1–1 | 0–0 | 5–1 | 0–2 | 2–1 | 1–1 | 0–4 | 2–2 | 3–5 |
| Hartberg          | 2–1 | 2–1 | —   | 1–1 | 1–3 | 1–0 | 0–3 | 1–1 | 3–3 | 1–1 | 1–0 | 0–2 |
| LASK              | 4–0 | 1–0 | 1–2 | —   | 1–2 | 3–0 | 0–1 | 3–0 | 4–0 | 2–0 | 2–4 | 3–1 |
| Rapid Viena       | 4–1 | 1–1 | 4–0 | 3–0 | —   | 3–1 | 1–1 | 1–0 | 2–1 | 4–1 | 0–3 | 1–0 |
| Rheindorf Altach  | 4–2 | 0–0 | 1–1 | 0–1 | 0–0 | —   | 0–2 | 2–1 | 0–4 | 2–1 | 0–2 | 0–2 |
| Red Bull Salzburg | 3–1 | 3–1 | 7–1 | 3–1 | 4–2 | 4–1 | —   | 3–0 | 4–1 | 1–3 | 5–0 | 2–3 |
| Ried              | 0–0 | 0–1 | 2–0 | 0–3 | 4–3 | 1–4 | 1–3 | —   | 1–1 | 0–2 | 3–2 | 0–4 |
| St. Pölten        | 2–2 | 0–2 | 2–2 | 1–3 | 1–2 | 0–1 | 2–8 | 4–0 | —   | 0–0 | 0–1 | 0–2 |
| Sturm Graz        | 3–0 | 2–1 | 2–1 | 0–2 | 1–1 | 4–0 | 2–1 | 2–1 | 3–0 | —   | 1–0 | 1–2 |
| WSG Tirol         | 3–0 | 0–2 | 1–1 | 1–1 | 1–1 | 3–1 | 2–4 | 1–3 | 0–1 | 1–1 | —   | 4–1 |
| Wolfsberger       | 2–1 | 3–2 | 0–0 | 0–3 | 3–4 | 0–1 | 1–3 | 1–1 | 2–4 | 0–0 | 3–5 | —   |

## Grupo Campeonato

### Tabla de posiciones
Los clubes comenzaron esta fase con el mismo número de puntos que obtuvieron en la Temporada Regular, reducidos a la mitad.
| Pos. | Equipo                | Pts. | PJ | G  | E | P  | GF | GC | Dif. | Clasificación 2021–22                               |
| ---- | --------------------- | ---- | -- | -- | - | -- | -- | -- | ---- | --------------------------------------------------- |
| 1    | Red Bull Salzburg (C) | 51   | 32 | 25 | 2 | 5  | 94 | 33 | +61  | Ronda de Play-Off de la Liga de Campeones           |
| 2    | Rapid Viena           | 36   | 32 | 17 | 8 | 7  | 64 | 40 | +24  | Segunda ronda de la Liga de Campeones               |
| 3    | Sturm Graz            | 36   | 32 | 16 | 8 | 8  | 52 | 34 | +18  | Ronda de play-off de la Liga Europa                 |
| 4    | LASK                  | 30   | 32 | 15 | 6 | 11 | 55 | 41 | +14  | Tercera ronda de la Liga Europa Conferencia         |
| 5    | Wolfsberger           | 27   | 32 | 13 | 5 | 14 | 52 | 62 | −10  | Play-offs para entrar en la Liga Europa Conferencia |
| 6    | WSG Tirol             | 23   | 32 | 10 | 8 | 14 | 53 | 60 | −7   |                                                     |

Actualizado a los partidos jugados el 22 de mayo de 2021.
 Fuente: Bundesliga, Soccerway
Notas:
1. ↑  El Red Bull Salzburg obtuvo un cupo para la Ronda de play-off de la Liga Europa 2021-22, tras ganar la Copa de Austria 2020-21, pero al encontrarse clasificado para la Liga de Campeones, el cupo pasó al 3er clasificado.

### Resultados
| Local \ Visitante | LAS | RAP | RBS | STU | TIR | WOL |
| ----------------- | --- | --- | --- | --- | --- | --- |
| LASK              | —   | 1–1 | 2–5 | 0–0 | 3–3 | 2–1 |
| Rapid Viena       | 3–0 | —   | 0–3 | 0–0 | 4–0 | 1–2 |
| Red Bull Salzburg | 2–0 | 2–0 | —   | 3–1 | 4–0 | 1–1 |
| Sturm Graz        | 3–1 | 4–1 | 1–3 | —   | 3–2 | 0–1 |
| WSG Tirol         | 2–0 | 2–3 | 3–2 | 2–3 | —   | 2–2 |
| Wolfsberger       | 0–4 | 1–8 | 1–2 | 1–3 | 2–0 | —   |

## Grupo Descenso

### Tabla de posiciones
Los clubes comenzarán esta fase con los puntos reducidos a la mitad.
| Pos. | Equipo           | Pts. | PJ | G  | E  | P  | GF | GC | Dif. | Clasificación 2021–22                               |
| ---- | ---------------- | ---- | -- | -- | -- | -- | -- | -- | ---- | --------------------------------------------------- |
| 1    | Hartberg         | 32   | 32 | 12 | 11 | 9  | 38 | 48 | −10  | Play-offs para entrar en la Liga Europa Conferencia |
| 2    | Austria Viena    | 29   | 32 | 11 | 9  | 12 | 47 | 43 | +4   | Play-offs para entrar en la Liga Europa Conferencia |
| 3    | Ried             | 25   | 32 | 8  | 9  | 15 | 34 | 57 | −23  |                                                     |
| 4    | Rheindorf Altach | 23   | 32 | 9  | 7  | 16 | 33 | 55 | −22  |                                                     |
| 5    | Admira           | 19   | 32 | 6  | 8  | 18 | 27 | 58 | −31  |                                                     |
| 6    | St. Pölten (D)   | 13   | 32 | 5  | 9  | 18 | 39 | 57 | −18  | Play-off de descenso                                |

Actualizado a los partidos jugados el 21 de mayo de 2021.
 Fuente: Bundesliga, Soccerway
Notas:
1. ↑  Debido a que los 2 primeros de la Segunda liga 2020-21 no recibieron una licencia para la Bundesliga, el play-off de descenso se disputara entre el último clasificado de la Bundesliga y el mejor clasificado de la Segunda Liga con licencia.[2]

### Resultados
| Local \ Visitante | ADM | AUS | HAR | RHE | RIE | STP |
| ----------------- | --- | --- | --- | --- | --- | --- |
| Admira            | —   | 0–2 | 0–1 | 1–1 | 0–2 | 2–0 |
| Austria Viena     | 0–0 | —   | 3–1 | 2–0 | 2–2 | 2–1 |
| Hartberg          | 2–0 | 1–0 | —   | 2–1 | 1–1 | 0–0 |
| Rheindorf Altach  | 0–1 | 2–1 | 2–2 | —   | 3–0 | 1–0 |
| Ried              | 0–0 | 3–2 | 3–2 | 0–0 | —   | 2–1 |
| St. Pölten        | 0–1 | 1–2 | 0–1 | 3–3 | 0–0 | —   |

## Conference League Playoffs
El ganador y el subcampeón de la ronda de descenso jugarán un partido de semifinales de una sola ronda. El ganador jugará la final contra el equipo que ocupa la quinta posición de la ronda de campeonato para determinar al tercer participante de la Liga Europa Conferencia.

### Semifinal
| 24 de mayo de 2021, 17:00 | Hartberg | 0:3 (0:1) | Austria Viena                         | Stadion Hartberg, Hartberg                                |                                                           |
|                           |          | Reporte   | - 35' Wimmer - 51' Fitz - 78' Pichler | Asistencia: 1 500 espectadores Árbitro(s): Walter Altmann | Asistencia: 1 500 espectadores Árbitro(s): Walter Altmann |

### Final
| 27 de mayo de 2021, 19:00 | Austria Viena                    | 3:0 (1:0) | Wolfsberger | Generali Arena, Viena                                        |                                                              |
|                           | - Sarkaria 2' - Djuricin 46' 72' | Reporte   |             | Asistencia: 0 espectadores Árbitro(s): Manuel Schuttengruber | Asistencia: 0 espectadores Árbitro(s): Manuel Schuttengruber |

| 30 de mayo de 2021, 17:00 | Wolfsberger | 1:2 (1:1) (Global 1:5) | Austria Viena | Lavanttal-Arena, Wolfsberg |  |
|                           |             | Reporte                |               |                            |  |

## Play-off de descenso
Debido a que los 2 primeros de la Segunda liga 2020-21 no recibieron una licencia para la Bundesliga, el play-off de descenso se disputó entre el último clasificado de la Bundesliga y el mejor clasificado de la Segunda Liga con licencia.
| 26 de mayo de 2021, 18:00 | Austria Klagenfurt                           | 4:0 (2:0) | St. Pölten | Wörthersee Stadion, Klagenfurt |                                |
|                           | Miesenböck 33' · Pink 39' 90+1' · Gkezos 72' | Reporte   |            | Árbitro(s): Sebastian Gishamer | Árbitro(s): Sebastian Gishamer |

| 29 de mayo de 2021, 17:00 | St. Pölten | 0:1 (0:0) (Global 0:5) | Austria Klagenfurt | NV Arena, Sankt Pölten |  |
|                           |            | Reporte                |                    |                        |  |

- SK Austria Klagenfurt asciende a la Bundesliga 2021-22.

## Goleadores
- Actualizado al 22 de mayo 2021
| Rank | Jugador                   | Club              | Goles |
| ---- | ------------------------- | ----------------- | ----- |
| 1    | Patson Daka               | Red Bull Salzburg | 27    |
| 2    | Nikolai Baden Frederiksen | Tirol             | 18    |
| 3    | Dejan Joveljić            | Wolfsberger       | 17    |
| 4    | Ercan Kara                | Rapid Viena       | 15    |
| 5    | Sekou Koita               | Red Bull Salzburg | 14    |
| 5    | Mërgim Berisha            | Red Bull Salzburg | 14    |
| 7    | Alexander Schmidt         | St. Pölten        | 13    |
| 8    | Christoph Knasmüllner     | Rapid Viena       | 12    |
| 8    | Johannes Eggestein        | LASK              | 12    |
| 10   | Marco Grüll               | Ried              | 11    |